# Lippenstift

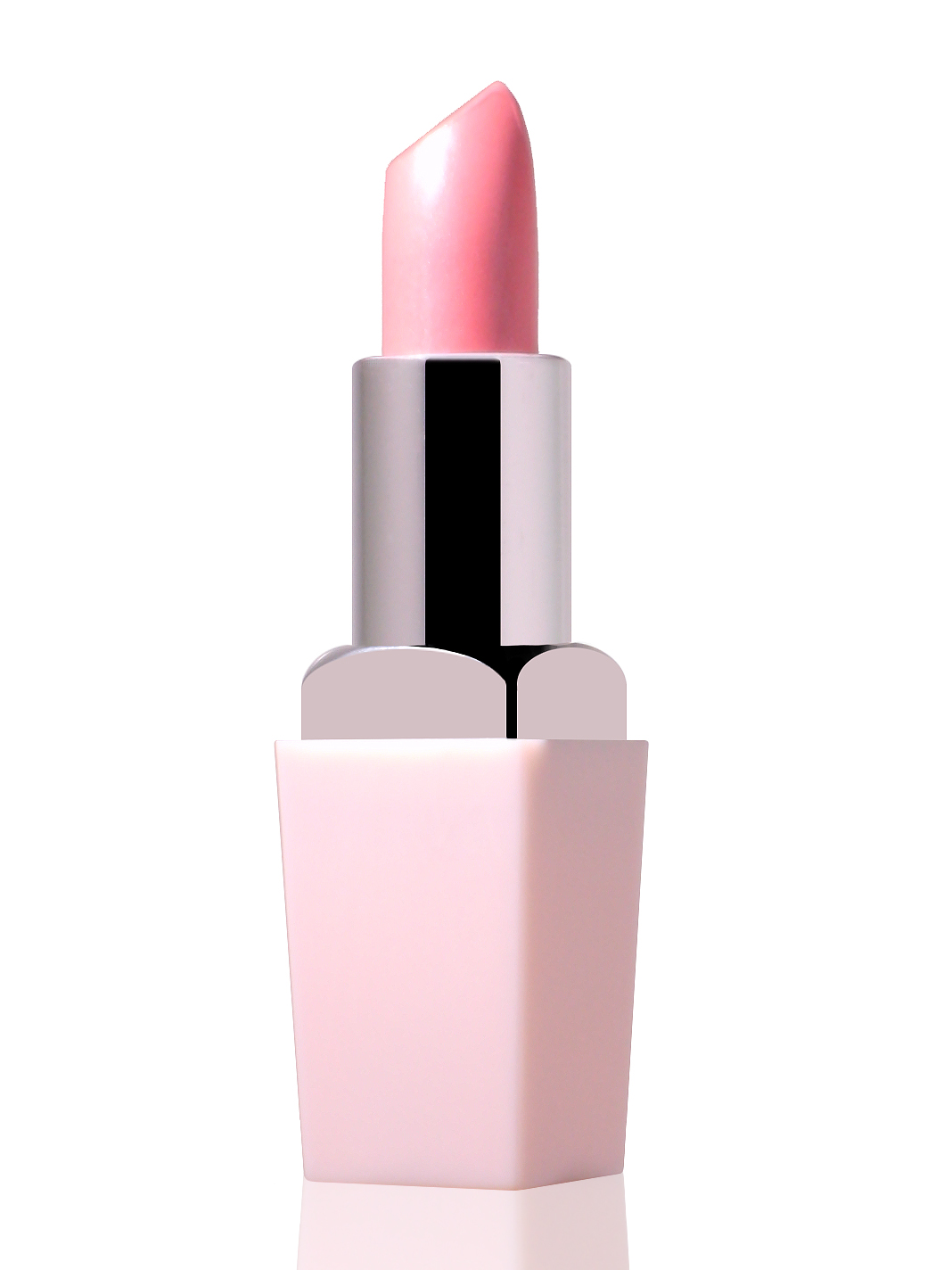
Moderner Lippenstift

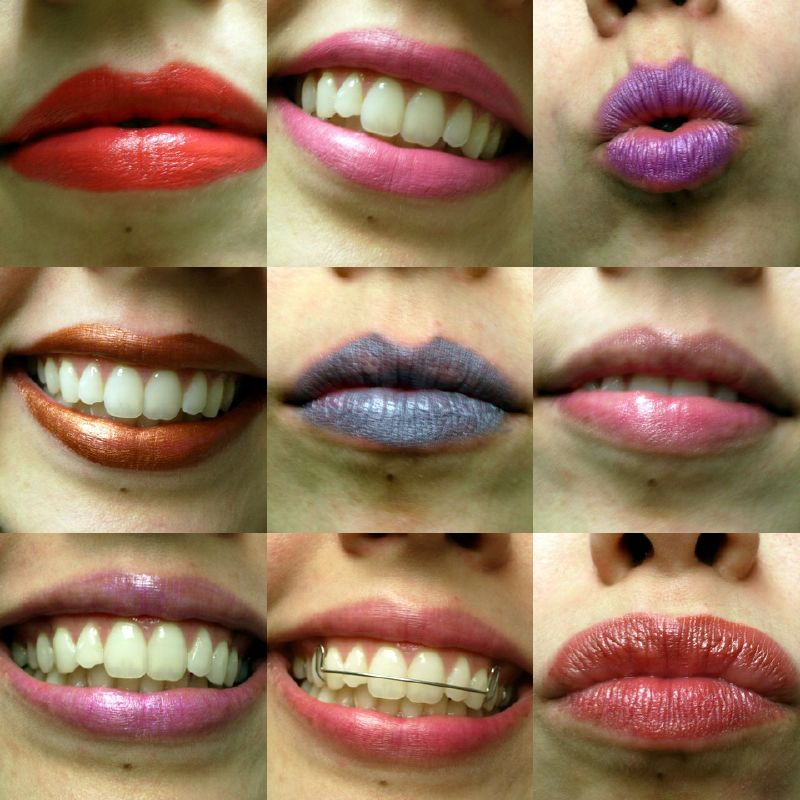
Verschiedene aufgetragene Lippenstifte

Der Lippenstift ist ein im 19. Jahrhundert entstandenes Kosmetikutensil zum Färben der Lippen, das traditionell überwiegend von Frauen benutzt wurde, mittlerweile aber auch in diversen Subkulturen sowie bei Heranwachsenden Verwendung findet. Die Anbieter von Kosmetik haben den Trend erkannt und Kosmetiklinien entwickelt, die auch Männer ansprechen.
Neben dem Auftragen von Lippenstift gibt es weitere Möglichkeiten die Farbe der Lippen zu beeinflussen, dazu zählen: das Auftragen von Farbe mit einem geeigneten Pinsel, das Verwenden von Lippenkonturenstift (auch in Kombination mit Lippenstift) sowie kosmetische Tätowierungen, im Sinne von Permanent Make-up.

## Geschichte

Lippenstift 1940 (handkoloriertes Dia)

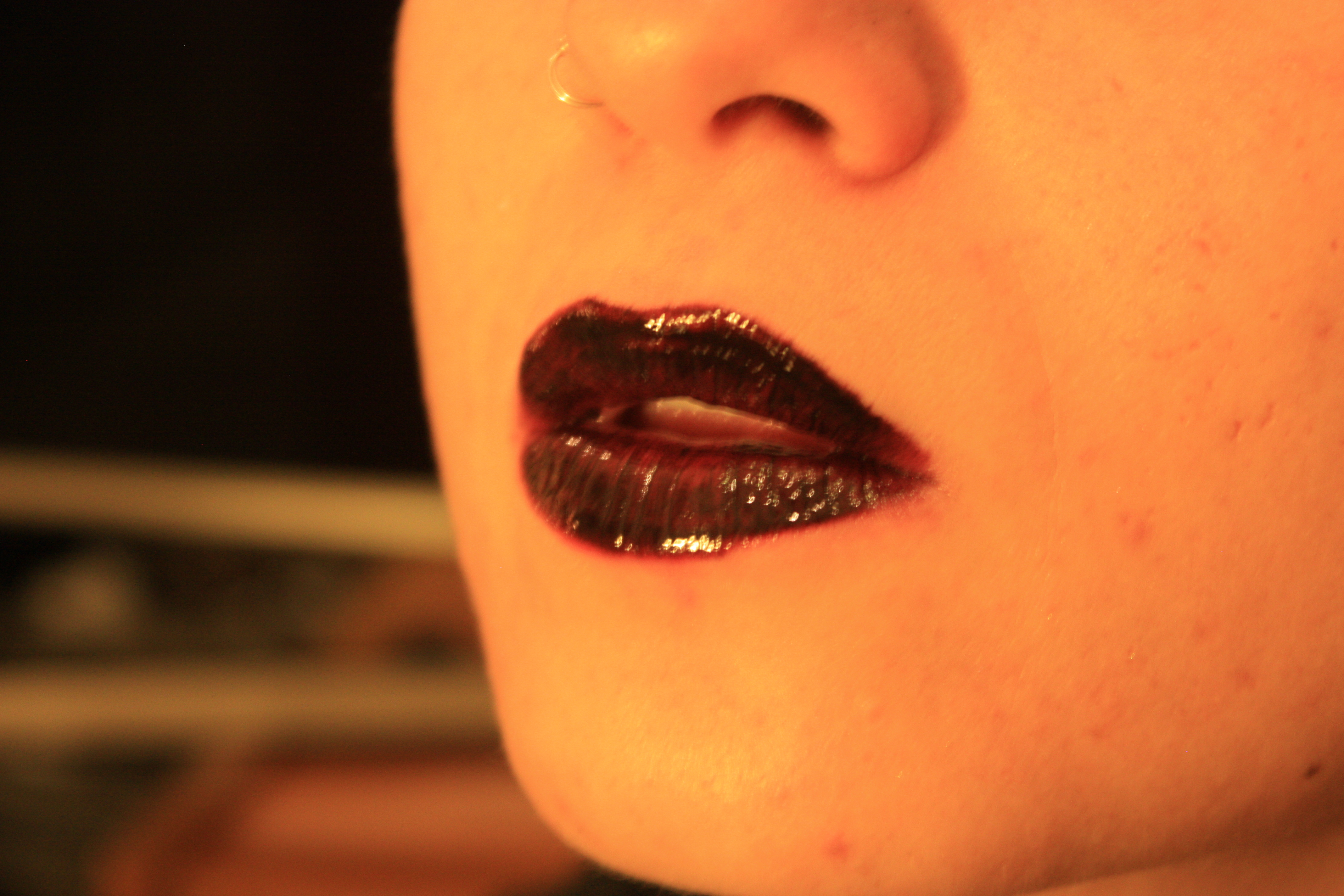
Dunkle Farbtöne sind unter anderem in der Schwarzen Szene beliebt

Der älteste Fund, der auf das Färben von Lippen hindeutet, stammt aus dem Jahr 3500 vor Christus. Bei Ausgrabungen in der sumerischen Stadt Ur entdeckten Forscher eine Art Lippensalbe. Es ist vielfach dokumentiert, dass Königinnen wie Nofretete (um 1350 v. Chr.) nicht nur den Mund rot schminkten, sondern auch die Augen deutlich betonten. Auch bei Männern, vor allem Kriegern, waren gefärbte Lippen durchaus üblich.
Die Griechinnen im fünften Jahrhundert vor Christus dagegen hätten sich niemals mit Schminke öffentlich sehen lassen. In ihrer Kultur färbten sich nur Künstlerinnen, Hetären und Prostituierte die Lippen.
Im alten Japan war Schminken eine Pflicht für hochgestellte Frauen. Die Japanerinnen benutzten eine Mischung aus Wachs, Honig und Pigmenten, die der Zusammensetzung der modernen Lippenstifte schon recht nahekam.
Während unklar ist, ob und wie sich Menschen im Mittelalter schminkten, war Kosmetik im Barock sehr populär. Königin Elisabeth I. betonte ihre roten Lippen noch durch den Kontrast ihres weiß gepuderten Gesichts. Sie soll auch die erste Frau gewesen sein, die Lippenfarbe in Stiftform benutzt hat. Königin Victoria entschied 1860, dass Make-up unhöfisch sei, und befand sich damit im Einklang mit ihrem puritanischen Zeitalter.
1883 präsentierte auf der Weltausstellung in Amsterdam ein Parfümhersteller aus Paris einen in Seidenpapier gewickelten Stift aus gefärbtem Rizinusöl, Hirschtalg und Bienenwachs. Zunächst hatte er jedoch einen schweren Stand, da er nicht nur als sündhaft galt, sondern zudem auch sehr teuer war. Die französische Schauspielerin Sarah Bernhardt, eine Diva des späten 19. Jahrhunderts, machte den Lippenstift populär, als sie mit kirschrotem Mund auf der Bühne stand. Guerlain hat den Lippenstift 1910 erstmals in eine Metallhülse gesteckt. In den Goldenen Zwanzigern begann der Siegeszug des Lippenstifts endgültig. Designer hüllten ihn ab 1948 in eine praktische Metallhülse mit Schiebemechanismus, damit sich die Damen nur die Lippen und nicht auch die Finger oder die Handtasche färbten. Die Revlon-Brüder Charles und Joseph produzierten nicht nur den ersten Nagellack, sondern waren auch die ersten, die die Farbe für die Nägel mit der für die Lippen aufeinander abstimmten. Die amerikanische Chemikerin Hazel Bishop entwickelte den auch heute noch verwendeten Lippenstift auf Lanolin-Basis, der die Farbe nicht verschmieren lässt. Ein privates Lippenstiftmuseum wurde von René Koch in Berlin eröffnet.

## Zusammensetzung

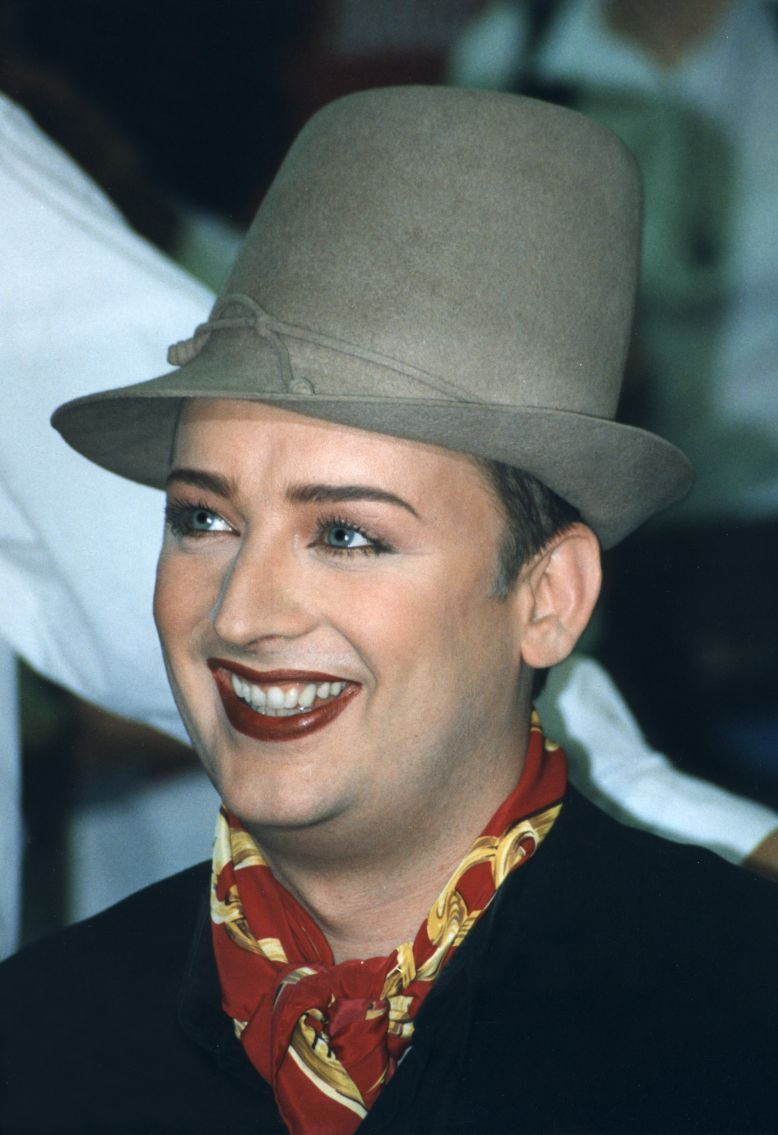
Boy George zählte zu den ersten männlichen Künstlern, die öffentlich Lippenstift trugen (1995)

So wechselhaft die Geschichte, so unterschiedlich waren auch die Materialien, aus denen die Lippenfarbe hergestellt wurde. Während die Ägypterinnen Ocker und Farbsäfte mit Schilfrohr auftrugen, benutzte Königin Elisabeth I. eine Mixtur aus Alabaster, Gips und Farbpartikeln.
Heutzutage bestehen die Lippenstifte aus
- Ölen (Kakaobutter oder Palmöl),
- Wachsen (Candelilla-, Bienen- und Carnaubawachs oder Lanolin)
- farbgebenden Inhaltsstoffen (Eisenpigmente oder Schellack),
- Antioxidantien, die die Haltbarkeit der Öle verlängern (Vitamin C oder E) und
- Stabilisatoren, die die Inhaltsstoffe vor Zerfall oder Veränderungen schützen.[2]

Die für kussechte Farbe notwendige Haltbarkeit wird in der Naturkosmetik bisher nicht erreicht. Früher wurden die roten Pigmente (Karmin) auch aus der Cochenille-Schildlaus gewonnen.

## Verwendung

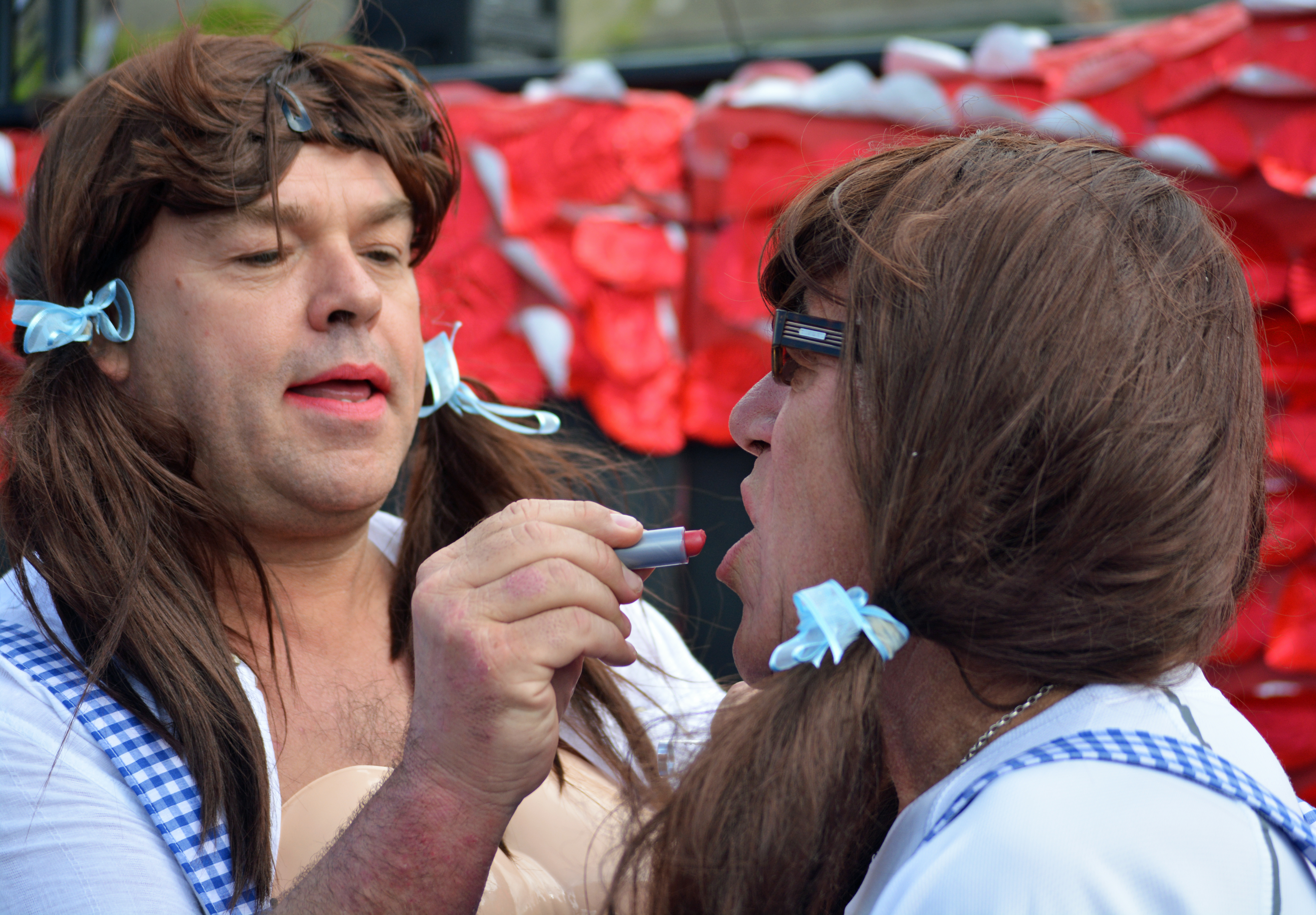
Die Verwendung von Lippenstift ist in der LGBT-Szene längst üblich. Nachschminken bei der Pride in Brighton, 2013

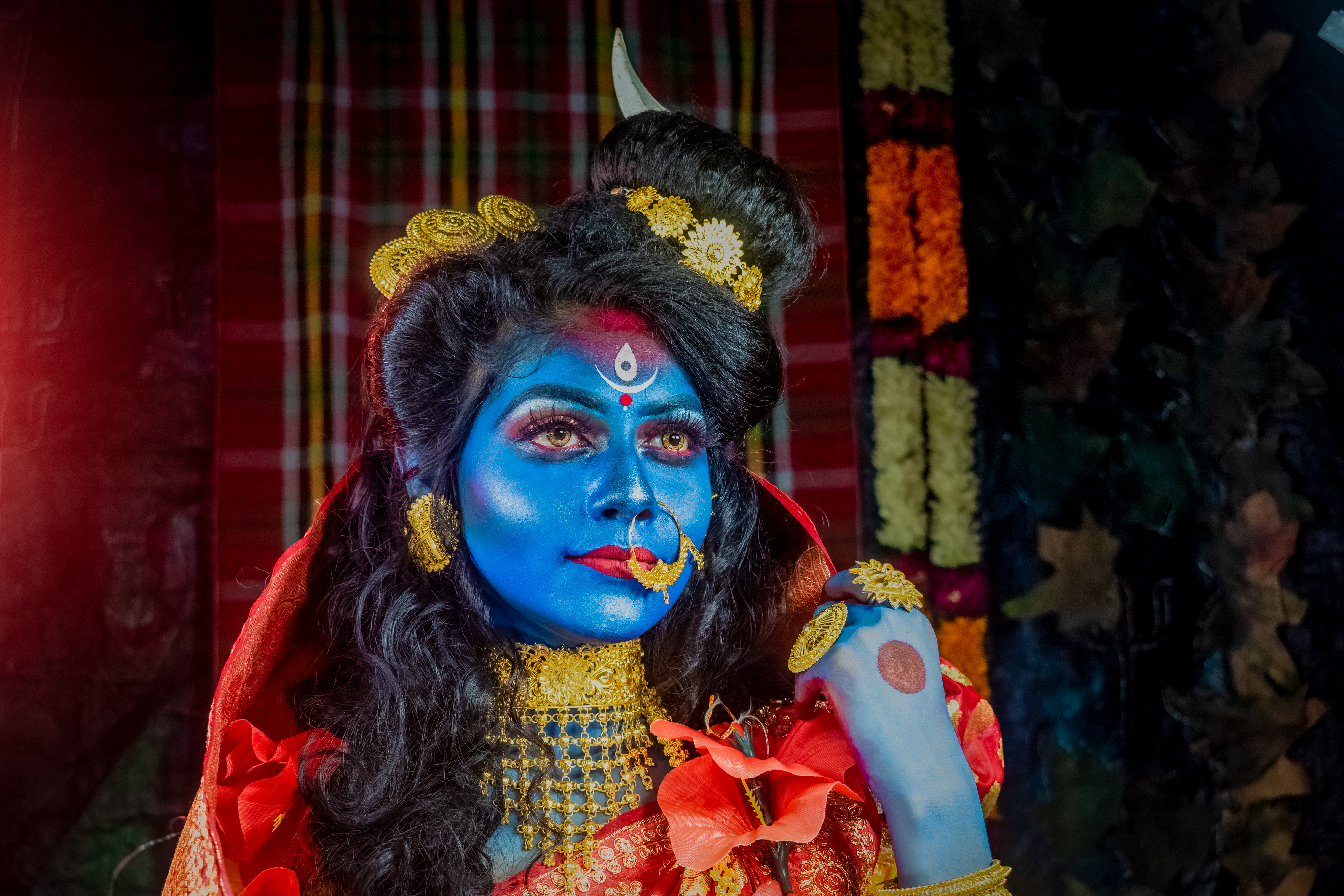
Bei der hinduistischen Göttin Kali kontrastiert die blaue Gesichtsschminke mit den rot gefärbten Lippen

### Lippen-Make-up
Lippenstift wird für Lippen-Make-up verwendet. Dafür wird der Lippenrand mit einem Lippenkonturstift nachgezogen. Dabei können auch Korrekturen der Lippenform vorgenommen werden, Formen betont oder ausgeglichen werden. Der Lippenstift wird anschließend mit einem Spatel abgenommen und mit einem desinfizierten Pinsel auf die Lippen aufgetragen.
Folgende Lippen-Make-up-Techniken lassen sich zum Ausgleich der Lippenformen anwenden:
| Lippenform                        | Technik |
| --------------------------------- | --- |
| volle Lippen                      | - mit einem Lippenkonturstift wird der innere Rand der Lippen mit einer dunklen Farbe nachgezeichnet - matte, dunkle Farben zum Ausmalen der Lippen wählen - keinen Lipgloss verwenden      |
| dünne Lippen                      | - mit einem Lippenkonturstift wird der äußere Rand der Lippen in der natürlichen Farbe der Lippen nachgezeichnet - helle Farben zum Ausmalen der Lippen wählen - Lipgloss verwenden         |
| dünne Oberlippe, volle Unterlippe | - mit einem Lippenkonturstift wird der obere Lippenrand außen in der Lippenfarbe voller nachgezeichnet - helle, matte Farben zum Ausmalen der Unterlippe wählen - keinen Lipgloss verwenden |
| schiefe/ungleiche Lippen          | - mit einem Lippenkonturstift wird der äußere Rand der Lippen in der natürlichen Farbe der Lippen ausgeglichen                                                                              |

### Verwendungen in anderen Kulturen
Es gibt weltweit verschiedene Anwendungen und Verwendungsformen, beispielsweise als Teil einer kulturell geprägten Gesichtsbemalung, welche von den in Europa üblichen teilweise stark abweichen.
In Regionen Afrikas, etwa bei den Wodaabe und Tuareg, färben sich Männer die Lippen schwarz; teilweise mit giftigen Abfallstoffen, wie den flüssigen Bestandteilen verbrauchter Alkalibatterien.
In Indien schminken sich nicht nur Frauen, sondern auch zahlreiche Hijras sich sehr auffällig Lippen und Augen. Hijras Personen, die als Männer geboren wurden, sich aber entschieden haben als Frauen zu leben.

## Wirtschaftsfaktor
Lippenstiftprodukte sind wirtschaftlich bedeutsam und werden außerdem als Indikator für die wirtschaftliche Gesamtsituation genutzt. Die Tatsache, dass der Markt für Lippenkosmetik auch in Krisenzeiten weitgehend stabil blieb, wird daher auch als „Lipstick-Effekt“ bezeichnet. Das Phänomen greift die Tatsache auf, dass Menschen sich in wirtschaftlich angespannten Situationen zumindest im Alltag etwas Luxus gönnen möchten. Nach Angaben des Industrieverbandes für Körperpflege- und Waschmittel stieg der Verbrauch von dekorativer Kosmetik, in Deutschland, im Jahr 2022, um 16 Prozent, obwohl insgesamt weniger konsumiert wurde.
Dabei wird ein Großteil der Umsätze nach wie vor mit weiblicher Kundschaft generiert, wobei der Anteil an Männern, die Kosmetik, einschließlich Lippenstift verwenden, steigt. Öffentliche Auftritte von Künstlern, die Make-up verwenden (z. B. Marilyn Manson, Conchita Wurst etc.) sowie Werbeträger wie Harry Styles tragen (in westlichen Kulturkreisen) zu einer zunehmenden Akzeptanz und Verbreitung bei.

## Galerie

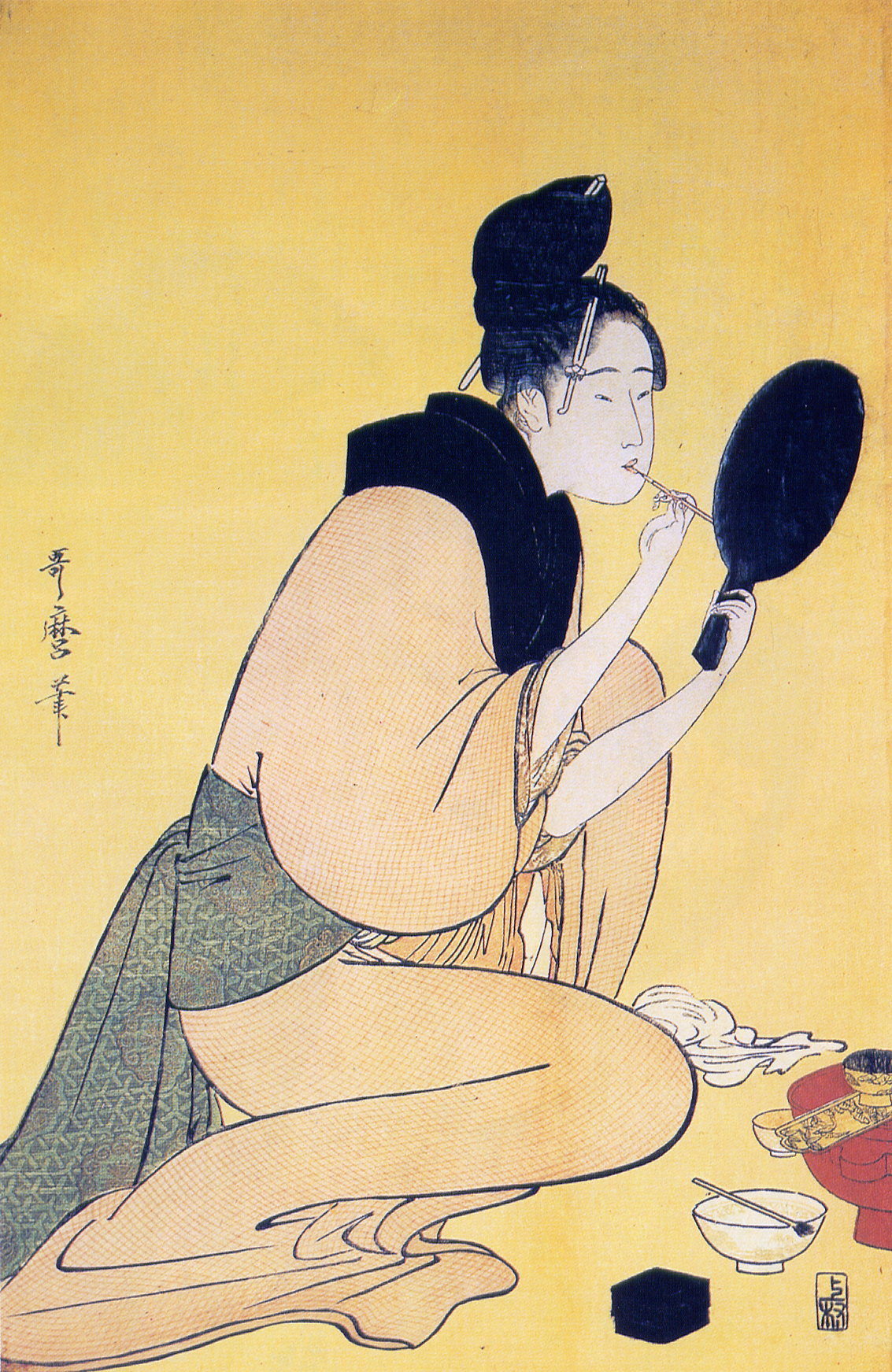
Japanische Frau beim Auftragen von Lippenrot mit einem Pinsel, 1794
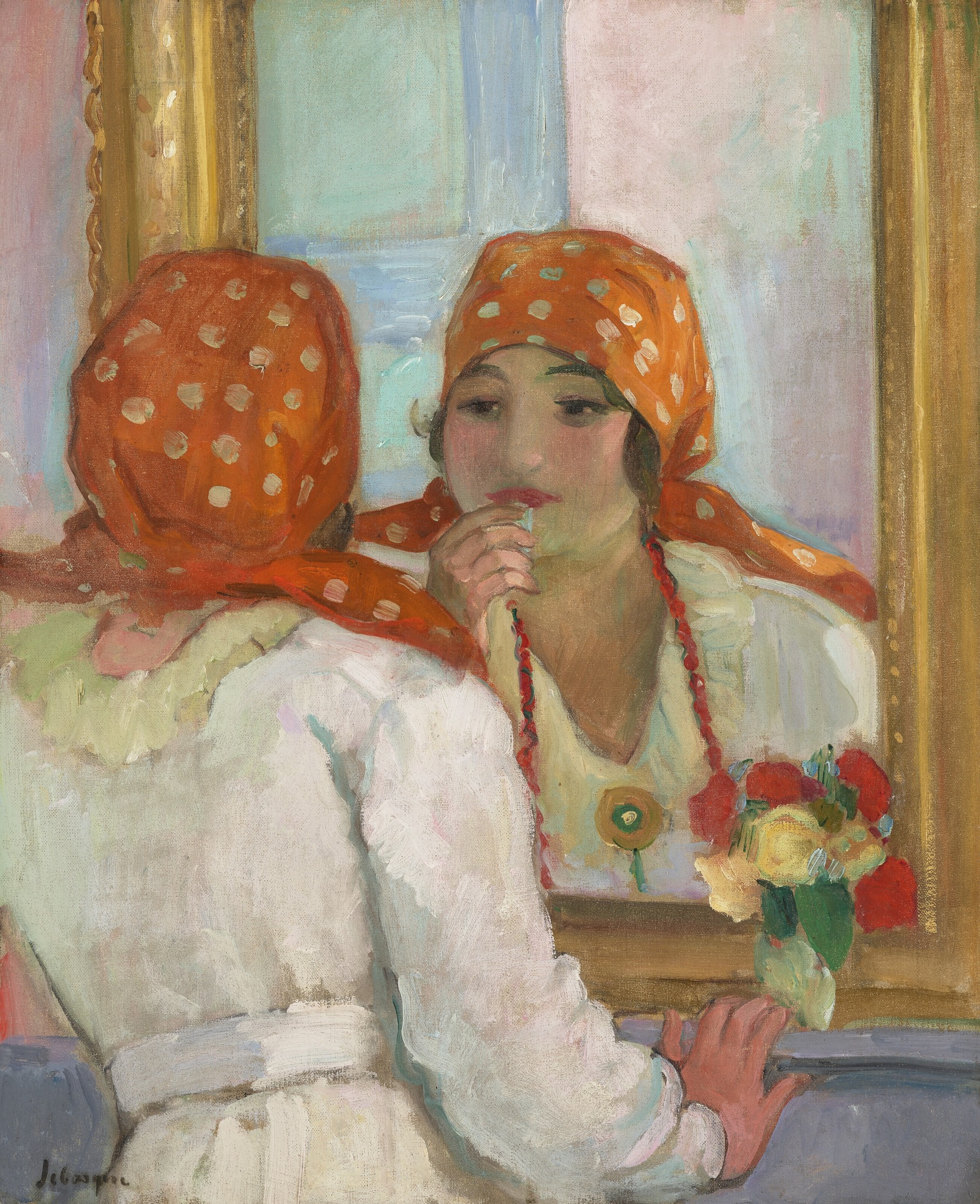
Französische Darstellung einer Frau mit Lippenstift, Henri Lebasque, 1919
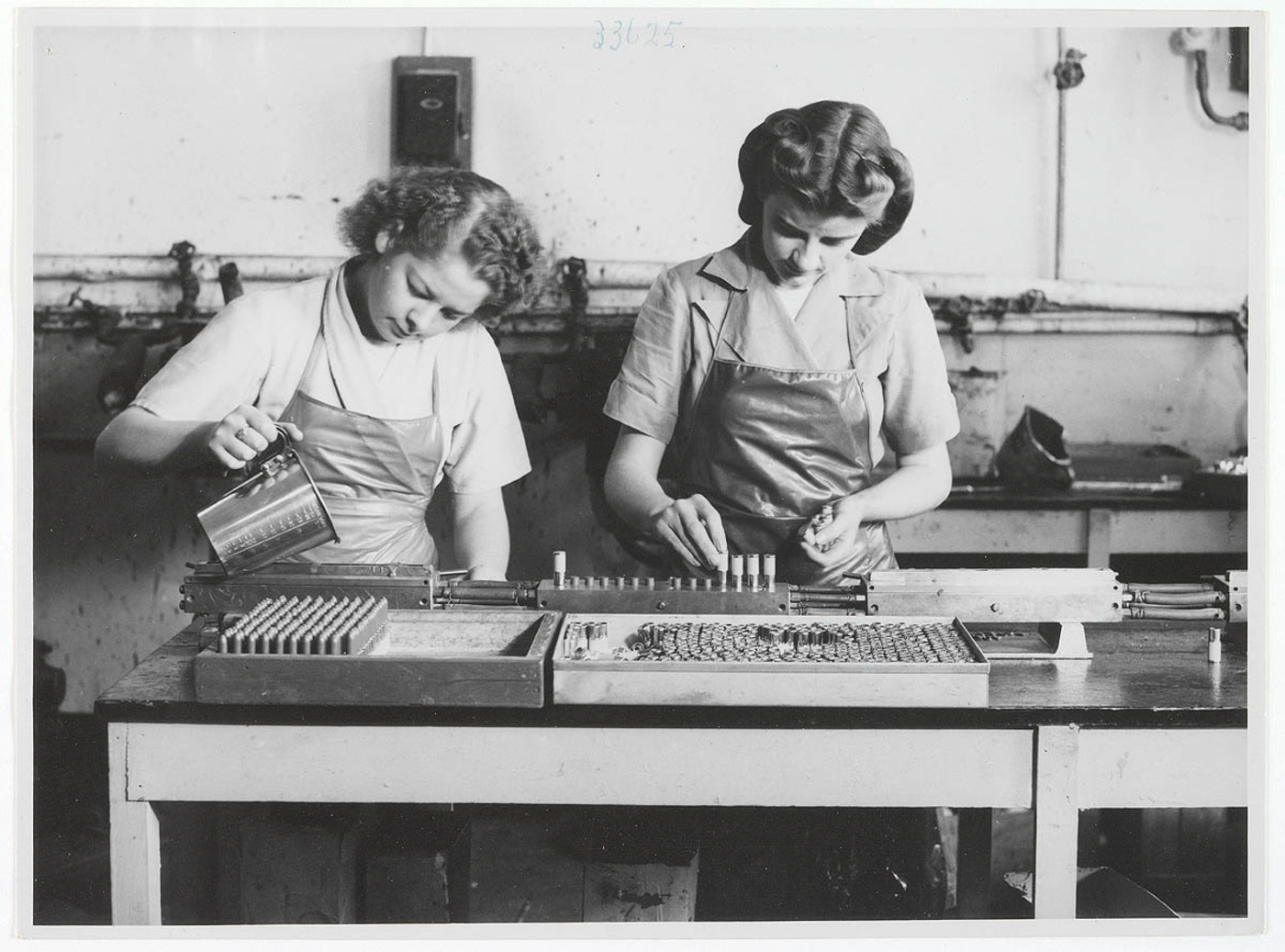
Lippenstiftherstellung bei Colgate-Palmolive, New York City, 1923
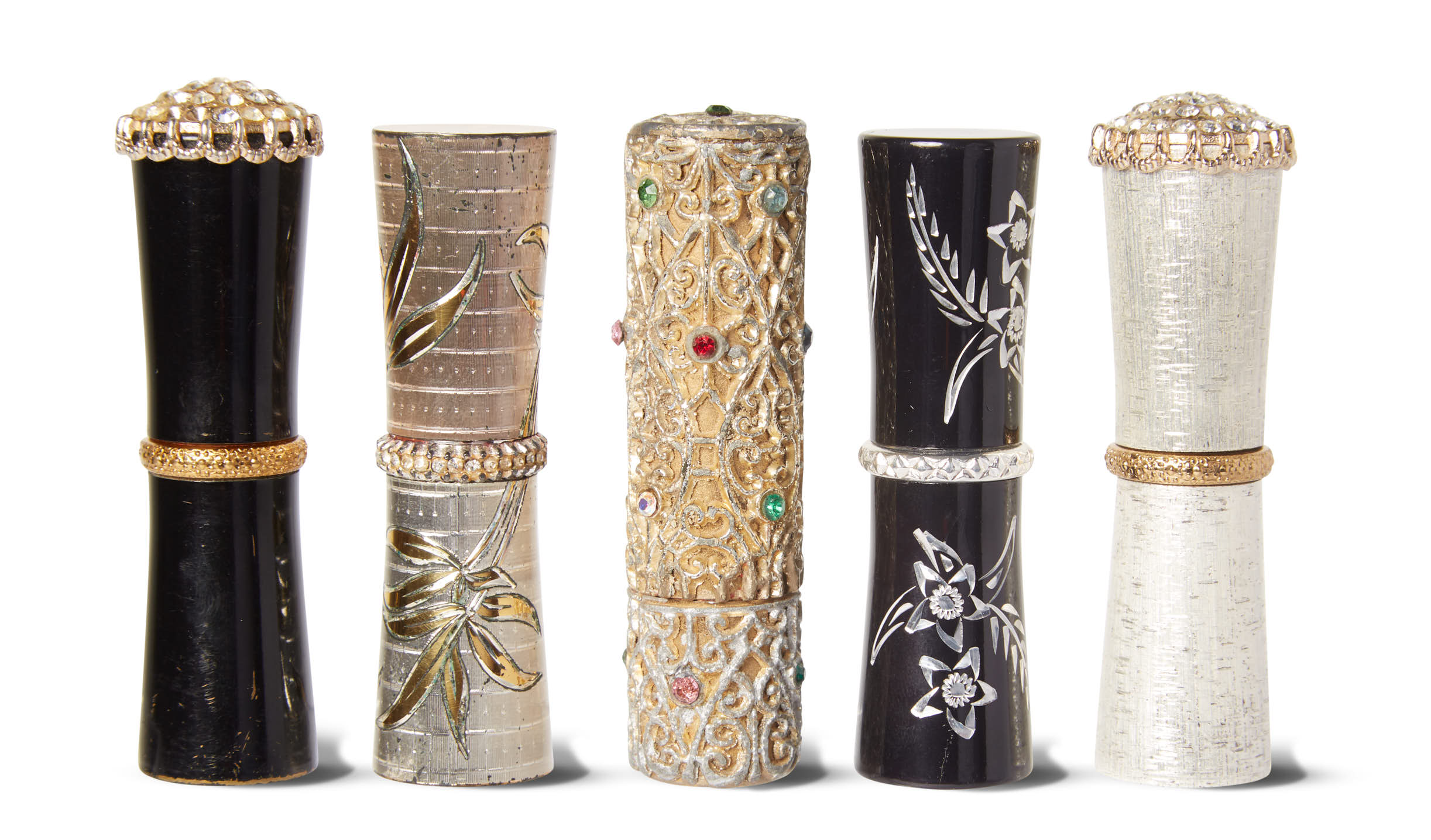
Vintage Lippenstifte aus dem Makeup Museum in New York City
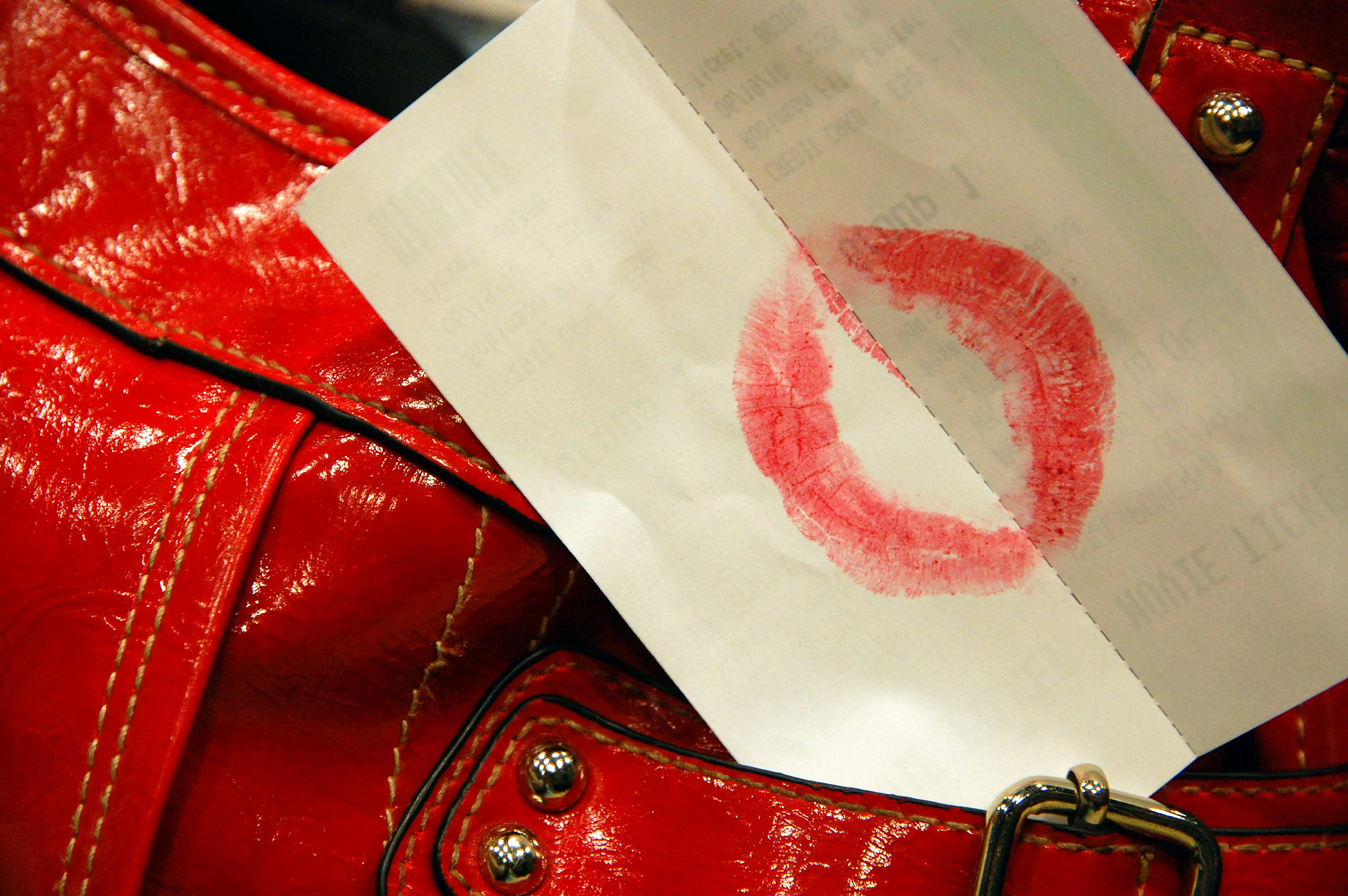
Lippenstiftabdruck auf Papier
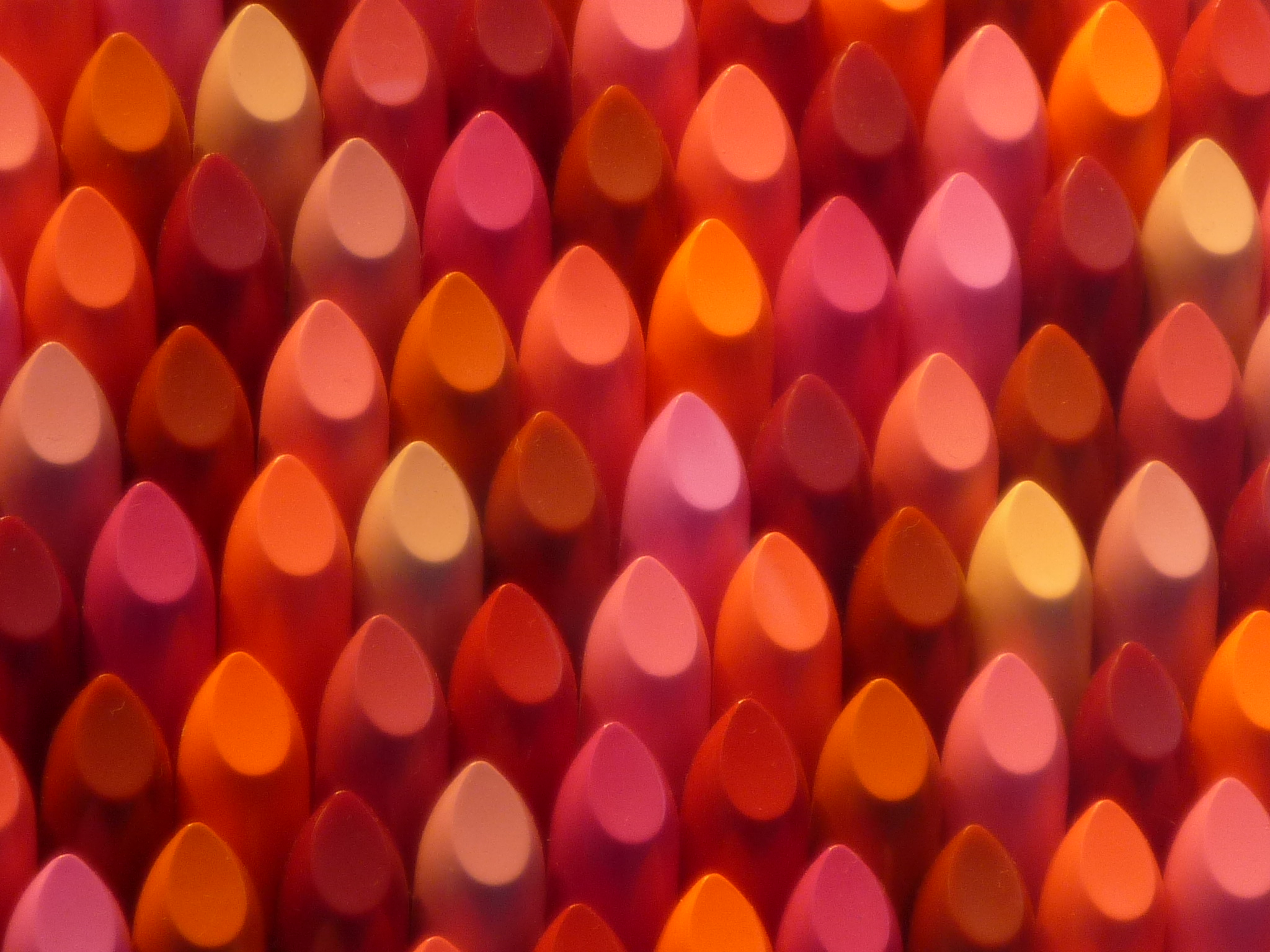
Auswahl farbiger Lippenstifte als Kunstprojekt
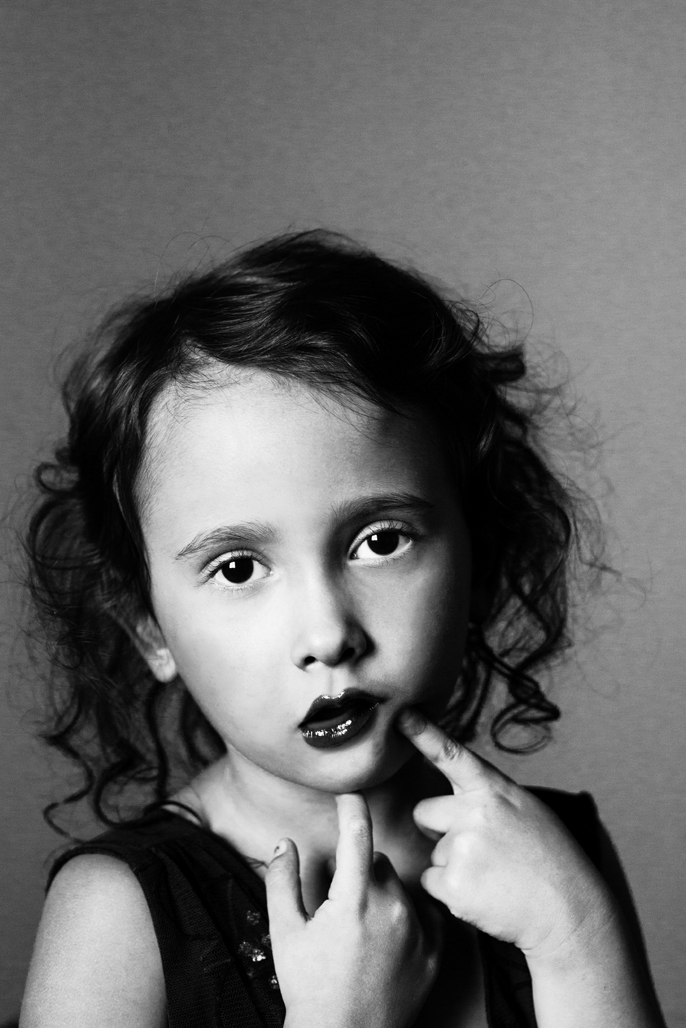
Auch manche Kinder verwenden gern Lippenstift
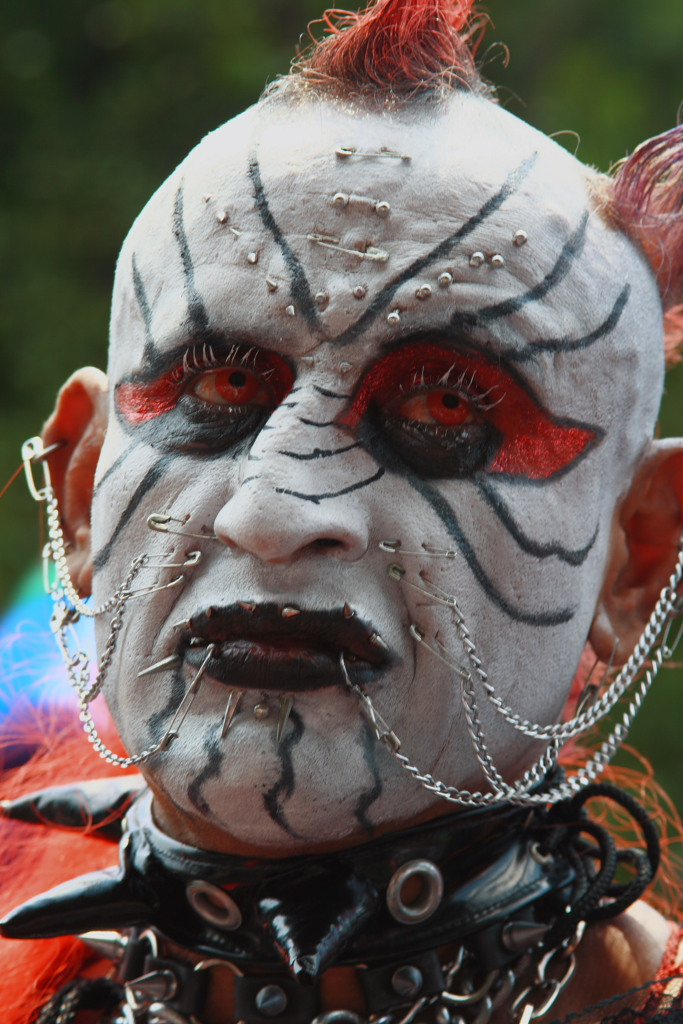
Lippenstift als Teil eines umfangreichesn Clowns-Make-Ups mit zusätzlichen Piercings
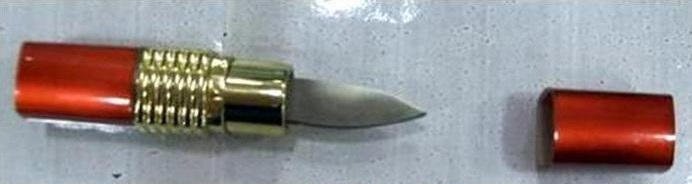
Als Lippenstift getarnte Stichwaffe